# تان لاپ، بس گیانگ
تان لاپ، بس گیانگ (به لاتین: Tân Lập, Bắc Giang) یک منطقهٔ مسکونی در ویتنام است که در استان باک گیانگ واقع شده‌است.